# Ptolemeusz Eupator
Ptolemeusz Eupator (ur. 166 p.n.e., zm. 152 p.n.e.) – najstarszy syn Ptolemeusza VI Filometora i Kleopatry II. W 152 roku p.n.e. przez kilka miesięcy był współwładcą wraz ze swoim ojcem, dzięki czemu przez ten czas był królem Cypru pochodzącym z dynastii Lagidów. Uważa się, że Ptolemeusz Eupator zmarł w sierpniu tego samego roku na zarazę, która spustoszyła wówczas Egipt.
Eupator jest wymieniony zaledwie w kilku dokumentach i inskrypcjach. Wspomniano o nim na papirusie demotycznym przechowywanym w Muzeum Brytyjskim, który określa go mianem kapłana w latach 158 p.n.e.–157 p.n.e. i współwładcy przy ojcu w 153 p.n.e. Z chwilą śmierci, Eupator miał prawdopodobnie od 12 do 13 lat. Jego imię pojawia się także na liście deifikowanych przedstawicieli rodu Ptolemeuszy.